# 格奧爾基·坎圖里亞
格奧爾基·坎圖里亞（1993年4月11日—）是一位喬治亞足球運動員，在場上司職翼鋒。他也是喬治亞國家足球隊的一員。

## 外部連結
- Soccerway資料庫：格奧爾基·坎圖里亞